# وزارة البيئة والموارد الطبيعية (أذربيجان)
وزارة البيئة والموارد الطبيعية في جمهورية أذربيجان (بالأذرية: Azərbaycan Respublikasının Ekologiya və Təbii Sərvətlər Nazirliyi)‏ هي وزارة من ضمن وزارات مجلس الوزراء الأذربيجاني، وهي مسؤولة عن تنظيم الأنشطة في البلاد المتعلقة بالبيئة وحماية البيئة واستخدام الموارد الطبيعية في أذربيجان.

## التاريخ
تأسست وزارة البيئة والموارد الطبيعية الأذربيجانية في 23 مايو 2001 بموجب مرسوم رئاسي أصدره الرئيس حيدر علييف رقم 485 وفقًا للإصلاحات الهيكلية داخل الحكومة الأذربيجانية. تم تنفيذ الأنشطة الحالية للوزارة، والتي تم تكرارها في بعض الأحيان من قبل العديد من الوكالات الحكومية مثل لجنة مراقبة الدولة للبيئة واستخدام الموارد الطبيعية ، واتحاد أذربيجان (المسؤول عن الغابات، ولجنة الدولة للجيولوجيا والموارد المعدنية ، واهتمام ولاية أذربيجان (في المسؤول عن صناعة صيد الأسماك)، وكانت لجنة الأرصاد الجوية الهيدرولوجية الحكومية ولوائحها لا مركزية. وألغى المرسوم جميع هذه الأجهزة وجعل الأنظمة والأنشطة الحكومية مركزية واستبدالها بالوزارة الجديدة.

## التنظيم الوزاري
1. جهاز وزارة البيئة والموارد الطبيعية لجمهورية أذربيجان (الإدارات والقطاعات).
2. قسم حماية البيئة.
3. قسم تنمية الغابات.
4. الإدارة الوطنية للرصد البيئي.
5. إدارة حفظ وحماية التنوع البيولوجي في المياه.
6. إدارة حفظ التنوع البيولوجي وتنمية المناطق المحمية بشكل خاص.
7. الإدارة الوطنية للأرصاد الجوية الهيدرولوجية.
8. دائرة البيئة والموارد الطبيعية في مدينة باكو.
9. قسم خبراء الدولة.
10. قسم الرصد البيئي المتكامل لبحر قزوين.
11. الهيئات الإقليمية والإدارات المحلية التابعة لوزارة البيئة والموارد الطبيعية في جمهورية أذربيجان.[3]